# Challenge Cup 2011-2012 (pallavolo femminile)
La Challenge Cup di pallavolo femminile 2011-2012 è stata la 32ª edizione del terzo torneo pallavolistico per importanza dopo la Champions League e la Coppa CEV, la quinta con questa denominazione; iniziata con la fase ad eliminazione diretta l'8 ottobre 2011, si è conclusa con la finale di ritorno il 1º aprile 2012. Alla competizione hanno partecipato 52 squadre di club europee e la vittoria finale è andata per la prima volta alla Lokomotiv Bakı Voleybol Klubu.

## Squadre partecipanti
| - İller Bankası* - Baku - Lokomotiv Baku - Radnički Belgrado* - Vizura* - Slávia Bratislava - Bratislavský - Jedinstvo Brčko* - Gwardia Wrocław - Královo Pole* - Dinamo Bucarest* - Újpest - Vasas | - Nilüfer - Engelholms - Évreux - Anorthōsīs - VDK Gent - Istres* - Kamnik - Katrineholms VK - Klagenfurt - Köniz - Ti-Volley Innsbruck - Le Cannet* - AEL Limassol | - ASKÖ Linz-Steg* - Vital - Madeira - Markopoulo - Ciutadella - Franches-Montagnes* - Džynestra - Olympiakos* - Omička - Hermes Oostende - Oriveden Ponnistus - Piatra Neamț - Marica | - Ribeirense - Rijeka - Hapoël Kfar Saba - Kanti - Severodončanka - Hapoël Névé Sha'anan* - Sliedrecht - Split* - Suhl - Târgu Mureș - Vukovar* - Weert - Chimik* |

- * Provenienti dalla Coppa CEV.

## Primo turno

### Andata
| 8 ottobre 2011 Sports Games Palace, Baku Durata: 0h:56 - Spettatori: 500         | Baku                 | 3 - 0 | Anorthōsīs       | 25-7, 25-7, 25-8           |
| 9 ottobre 2011 Duveholmshallen S.C., Katrineholm Durata: 1h:41 - Spettatori: 130 | Katrineholms VK      | 3 - 1 | Vital            | 27-25, 25-14, 23-25, 25-12 |
| 16 ottobre 2011 Metrowest Sport Palace, Raanana Durata: 1h:41 - Spettatori: 620  | Doprastav Bratislava | 1 - 3 | Hapoël Kfar Saba | 23-25, 20-25, 25-22, 23-25 |
| 9 ottobre 2011 Atatürk Sports Hall, Bursa Durata: 0h:59 - Spettatori: 750        | Nilüfer              | 3 - 0 | Újpest           | 25-12, 25-14, 25-13        |
| 9 ottobre 2011 Kungsgardshallen, Ängelholm Durata: 1h:30 - Spettatori: 301       | Engelholms           | 1 - 3 | Kanti            | 25-19, 13-25, 17-25, 12-25 |

### Ritorno
| 9 ottobre 2011 Anorthosis Famagusta S. C., Limassol Durata: 0h:56 - Spettatori: 500 | Anorthōsīs       | 0 - 3 | Baku                 | 10-25, 9-25, 16-25                   |
| 16 ottobre 2011 Sportna Dvorana Krim, Lubiana Durata: 1h:50 - Spettatori: 70        | Vital            | 1 - 3 | Katrineholms VK      | 24-26, 22-25, 25-21, 22-25           |
| 17 ottobre 2011 Metrowest Sport Palace, Kfar Saba Durata: 1h:30 - Spettatori: 750   | Hapoël Kfar Saba | 0 - 3 | Doprastav Bratislava | 21-25, 15-25, 27-29 Golden set: 15-9 |
| 15 ottobre 2011 Vasas Sportcsarnok, Budapest Durata: 1h:08 - Spettatori: 100        | Újpest           | 0 - 3 | Nilüfer              | 12-25, 16-25, 23-25                  |
| 15 ottobre 2011 Schweizersbild, Sciaffusa Durata: 1h:29 - Spettatori: 425           | Kanti            | 3 - 1 | Engelholms           | 25-18, 25-10, 20-25, 25-13           |

### Squadre qualificate
- Baku
- Nilüfer
- Katrineholms VK
- Hapoël Kfar Saba
- Kanti

## Secondo turno

### Andata
| 30 novembre 2011 Oberstufenzentrum, Köniz Durata: 1h:11 - Spettatori: 410                           | Köniz             | 3 - 0 | Madeira             | 25-18, 25-15, 25-19               |
| 30 novembre 2011 Sporthal de Stoep, Sliedrecht Durata: 1h:10 - Spettatori: 950                      | Sliedrecht        | 3 - 0 | Hapoël Kfar Saba    | 25-18, 25-12, 25-20               |
| 30 novembre 2011 Dvorana Mladost, Fiume Durata: 1h:48 - Spettatori: 450                             | Rijeka            | 3 - 2 | Oriveden Ponnistus  | 17-25, 18-25, 25-22, 25-20, 16-14 |
| 30 novembre 2011 Pavelló Municipal d'Esports, Ciutadella de Menorca Durata: 1h:36 - Spettatori: 500 | Ciutadella        | 3 - 1 | Târgu Mureș         | 25-19, 21-25, 25-20, 25-15        |
| 30 novembre 2011 Mister V-Arena, Oostende Durata: 2h:15 - Spettatori: 1000                          | Hermes Oostende   | 3 - 2 | Markopoulo          | 30-28, 23-25, 25-19, 24-26, 15-13 |
| 30 novembre 2011 Sporthalle Wolfsgrube, Suhl Durata: 1h:12 - Spettatori: 1100                       | Suhl              | 3 - 0 | Ti-Volley Innsbruck | 25-15, 25-15, 25-22               |
| 1º dicembre 2011 Sports Games Palace, Baku Durata: 1h:38 - Spettatori: 800                          | Baku              | 3 - 1 | Évreux              | 25-15, 18-25, 25-20, 25-11        |
| 30 novembre 2011 Duveholmshallen S. C., Katrineholm Durata: 0h:0 - Spettatori: 0                    | Katrineholms VK   | 3 - 0 | Džynestra           | 25-0, 25-0, 25-0                  |
| 29 novembre 2011 Športová hala Mladosť, Bratislava Durata: 1h:48 - Spettatori: 250                  | Slávia Bratislava | 3 - 1 | Piatra Neamț        | 13-25, 25-22, 25-23, 25-20        |
| 30 novembre 2011 Bourgoyen, Gent Durata: 1h:12 - Spettatori: 600                                    | VDK Gent          | 3 - 0 | Nilüfer             | 25-23, 25-15, 25-17               |
| 30 novembre 2011 Schweizersbild, Sciaffusa Durata: 1h:19 - Spettatori: 415                          | Kanti             | 3 - 0 | Ribeirense          | 25-19, 25-23, 25-21               |
| 29 novembre 2011 Sporthalle Lerchenfeld, Klagenfurt Durata: 1h:26 - Spettatori: 200                 | Klagenfurt        | 1 - 3 | Weert               | 25-15, 22-25, 16-25, 15-25        |
| 7 dicembre 2011 LTV AEL, Limassol Durata: 1h:00 - Spettatori: 300                                   | Omička            | 3 - 0 | AEL Limassol        | 25-14, 25-15, 25-16               |
| 30 novembre 2011 Športna dvorana, Kamnik Durata: 1h:48 - Spettatori: 400                            | Kamnik            | 3 - 1 | Severodončanka      | 25-20, 25-23, 21-25, 25-22        |
| 30 novembre 2011 Vasas Sportcsarnok, Budapest Durata: 1h:03 - Spettatori: 350                       | Vasas             | 0 - 3 | Lokomotiv Baku      | 21-25, 11-25, 9-25                |
| 29 novembre 2011 Hala Orbita, Breslavia Durata: 1h:14 - Spettatori: 1235                            | Gwardia Wrocław   | 3 - 0 | Marica              | 25-10, 25-21, 25-23               |

### Ritorno
| 7 dicembre 2011 Pavilhao da Levada, Funchal Durata: 1h:13 - Spettatori: 350                | Madeira             | 0 - 3 | Köniz             | 21-25, 24-26, 12-25                                |
| 7 dicembre 2011 Metrowest Sport Palace, Raanana Durata: 1h:46 - Spettatori: 320            | Hapoël Kfar Saba    | 2 - 3 | Sliedrecht        | 23-25, 25-18, 12-25, 25-14, 11-15                  |
| 7 dicembre 2011 Oriveden liikuntahalli, Orivesi Durata: 2h:18 - Spettatori: 471            | Oriveden Ponnistus  | 3 - 2 | Rijeka            | 25-23, 18-25, 24-26, 25-20, 15-4 Golden set: 18-20 |
| 7 dicembre 2011 Sala Sporturilor, Târgu Mureș Durata: 1h:16 - Spettatori: 400              | Târgu Mureș         | 3 - 0 | Ciutadella        | 25-18, 25-12, 25-18 Golden set: 15-11              |
| 7 dicembre 2011 Municipality Stadium, Markopoulo Mesogaias Durata: 1h:28 - Spettatori: 700 | Markopoulo          | 3 - 0 | Hermes Oostende   | 25-13, 25-9, 26-24 Golden set: 16-14               |
| 7 dicembre 2011 Universitätssporthalle, Innsbruck Durata: 1h:16 - Spettatori: 300          | Ti-Volley Innsbruck | 0 - 3 | Suhl              | 24-26, 14-25, 13-25                                |
| 7 dicembre 2011 Salle Jean Fourre, Évreux Durata: 1h:16 - Spettatori: 1400                 | Évreux              | 0 - 3 | Baku              | 16-25, 15-25, 20-25                                |
| 7 dicembre 2011 FSK Olymp, Južne Durata: 0h:0 - Spettatori: 0                              | Džynestra           | 0 - 3 | Katrineholms VK   | 0-25, 0-25, 0-25                                   |
| 7 dicembre 2011 Sala Polivalentă, Piatra Neamț Durata: 1h:22 - Spettatori: 2000            | Piatra Neamț        | 3 - 0 | Slávia Bratislava | 25-23, 25-16, 25-21 Golden set: 15-6               |
| 7 dicembre 2011 Atatürk Sports Hall, Bursa Durata: 1h:45 - Spettatori: 710                 | Nilüfer             | 3 - 1 | VDK Gent          | 25-16, 14-25, 25-20, 25-16 Golden set: 11-15       |
| 8 dicembre 2011 Pavilhão da EB, Madalena Durata: 2h:09 - Spettatori: 150                   | Ribeirense          | 3 - 1 | Kanti             | 25-23, 20-25, 25-12, 25-22 Golden set: 17-15       |
| 7 dicembre 2011 Sporthal Aan De Bron, Weert Durata: 1h:01 - Spettatori: 500                | Weert               | 3 - 0 | Klagenfurt        | 25-10, 25-7, 25-21                                 |
| 8 dicembre 2011 LTV AEL, Limassol Durata: 1h:02 - Spettatori: 250                          | AEL Limassol        | 0 - 3 | Omička            | 15-25, 18-25, 19-25                                |
| 7 dicembre 2011 Ice Palace of Sports, Sjevjerodonec'k Durata: 1h:28 - Spettatori: 1349     | Severodončanka      | 3 - 0 | Kamnik            | 25-15, 25-21, 25-22 Golden set: 12-15              |
| 8 dicembre 2011 Sports Games Palace, Baku Durata: 1h:09 - Spettatori: 1000                 | Lokomotiv Baku      | 3 - 0 | Vasas             | 25-22, 25-11, 25-18                                |
| 7 dicembre 2011 Arena Samokov, Samokov Durata: 1h:13 - Spettatori: 100                     | Marica              | 0 - 3 | Gwardia Wrocław   | 22-25, 18-25, 16-25                                |

### Squadre qualificate
| - Lokomotiv Baku - Baku - Gwardia Wrocław - VDK Gent - Kamnik - Katrineholms VK - Köniz - Markopoulo | - Omička - Piatra Neamț - Ribeirense - Rijeka - Sliedrecht - Suhl - Târgu Mureș - Weert |

## Sedicesimi di finale

### Andata
| 11 gennaio 2012 Sporthalle Wolfsgrube, Suhl Durata: 1h:09 - Spettatori: 1100           | Suhl               | 3 - 0 | Hapoël Névé Sha'anan | 25-20, 25-15, 25-22               |
| 11 gennaio 2012 Georg von Peuerbach Gymnasium, Linz Durata: 1h:59 - Spettatori: 300    | ASKÖ Linz-Steg     | 2 - 3 | Köniz                | 17-25, 25-19, 25-15, 21-25, 13-15 |
| 10 gennaio 2012 SH Radnicki, Belgrado Durata: 1h:40 - Spettatori: 300                  | Radnički Belgrado  | 1 - 3 | Târgu Mureș          | 15-25, 25-22, 16-25, 20-25        |
| 11 gennaio 2012 Športna dvorana, Kamnik Durata: 1h:41 - Spettatori: 250                | Kamnik             | 1 - 3 | İller Bankası        | 22-25, 26-24, 12-25, 21-25        |
| 11 gennaio 2012 Sports Games Palace, Baku Durata: 1h:07 - Spettatori: 1000             | Baku               | 3 - 0 | Apollōn Limassol     | 25-20, 25-19, 25-13               |
| 11 gennaio 2012 Halle Polyvalente, Istres Durata: 1h:31 - Spettatori: 250              | Istres             | 3 - 1 | Rijeka               | 25-17, 18-25, 25-11, 25-18        |
| 11 gennaio 2012 Sporthal Aan De Bron, Weert Durata: 1h:49 - Spettatori: 500            | Weert              | 3 - 1 | Jedinstvo Brčko      | 25-21, 27-25, 22-25, 25-17        |
| 11 gennaio 2012 A. C. C. 'V. Blinov, Omsk Durata: 1h:09 - Spettatori: 2500             | Omička             | 3 - 0 | Dinamo Bucarest      | 25-23, 26-24, 25-14               |
| 11 gennaio 2012 Bourgoyen, Gent Durata: 1h:14 - Spettatori: 460                        | VDK Gent           | 3 - 0 | Olympiakos           | 25-21, 25-21, 25-21               |
| 11 gennaio 2012 Gymnase Maillan, Le Cannet Durata: 1h:15 - Spettatori: 190             | Le Cannet          | 3 - 0 | Markopoulo           | 25-16, 25-23, 25-19               |
| 10 gennaio 2012 Sportska Dvorana Borovo, Vukovar Durata: 1h:16 - Spettatori: 500       | Vukovar            | 0 - 3 | Gwardia Wrocław      | 28-30, 16-25, 20-25               |
| 11 gennaio 2012 Centre Sportif La Blancherie, Delémont Durata: 1h:44 - Spettatori: 850 | Franches-Montagnes | 3 - 1 | Piatra Neamț         | 26-24, 26-28, 25-20, 25-15        |
| 11 gennaio 2012 Sportski centar Vizura, Belgrado Durata: 1h:29 - Spettatori: 600       | Vizura             | 3 - 1 | Katrineholms VK      | 25-16, 22-25, 25-19, 25-19        |
| 11 gennaio 2012 Spaladium Arena, Spalato Durata: 1h:16 - Spettatori: 250               | Split              | 0 - 3 | Lokomotiv Baku       | 18-25, 21-25, 15-25               |
| 11 gennaio 2012 Pavilhão da EB, Madalena Durata: 1h:43 - Spettatori: 200               | Ribeirense         | 1 - 3 | Královo Pole         | 20-25, 25-19, 24-26, 15-25        |
| 11 gennaio 2012 Sporthal de Stoep, Sliedrecht Durata: 1h:50 - Spettatori: 900          | Sliedrecht         | 3 - 2 | Chimik               | 25-19, 25-13, 24-26, 18-25, 15-8  |

### Ritorno
| 18 gennaio 2012 Ben Tsvi Hall, Haifa Durata: 1h:07 - Spettatori: 200                       | Hapoël Névé Sha'anan | 0 - 3 | Suhl               | 12-25, 17-25, 16-25                                 |
| 18 gennaio 2012 Oberstufenzentrum, Köniz Durata: 1h:07 - Spettatori: 710                   | Köniz                | 3 - 0 | ASKÖ Linz-Steg     | 25-12, 25-19, 25-17                                 |
| 18 gennaio 2012 Sala Sporturilor, Târgu Mureș Durata: 1h:14 - Spettatori: 500              | Târgu Mureș          | 3 - 0 | Radnički Belgrado  | 25-22, 25-16, 25-20                                 |
| 17 gennaio 2012 TVF SC Baskent Sports Hall, Ankara Durata: 1h:05 - Spettatori: 1000        | İller Bankası        | 3 - 0 | Kamnik             | 25-16, 25-16, 25-18                                 |
| 18 gennaio 2012 Apollon Hall, Limassol Durata: 0h:59 - Spettatori: 100                     | Apollōn Limassol     | 0 - 3 | Baku               | 15-25, 17-25, 13-25                                 |
| 17 gennaio 2012 Dvorana Mladost, Fiume Durata: 2h:02 - Spettatori: 450                     | Rijeka               | 3 - 1 | Istres             | 18-25, 33-31, 25-21, 26-24 Golden set: 15-13        |
| 18 gennaio 2012 Sportska Dvorana Magnet, Brčko Durata: 2h:16 - Spettatori: 900             | Jedinstvo Brčko      | 3 - 2 | Weert              | 21-25, 25-19, 23-25, 25-17, 15-10 Golden set: 13-15 |
| 18 gennaio 2012 Sala Polivalentă, Bucarest Durata: 1h:58 - Spettatori: 800                 | Dinamo Bucarest      | 2 - 3 | Omička             | 20-25, 23-25, 25-21, 25-22, 3-15                    |
| 17 gennaio 2012 Melina Merkourī Hall, Rentis Durata: 1h:09 - Spettatori: 100               | Olympiakos           | 0 - 3 | VDK Gent           | 16-25, 16-25, 22-25                                 |
| 18 gennaio 2012 Municipality Stadium, Markopoulo Mesogaias Durata: 1h:43 - Spettatori: 500 | Markopoulo           | 1 - 3 | Le Cannet          | 29-27, 13-25, 22-25, 16-25                          |
| 17 gennaio 2012 Hala Orbita, Breslavia Durata: 2h:12 - Spettatori: 300                     | Gwardia Wrocław      | 3 - 2 | Vukovar            | 25-21, 27-29, 23-25, 25-9, 15-12                    |
| 18 gennaio 2012 Sala Polivalentă, Piatra Neamț Durata: 2h:08 - Spettatori: 2200            | Piatra Neamț         | 3 - 2 | Franches-Montagnes | 18-25, 20-25, 25-19, 25-23, 15-10 Golden set: 6-15  |
| 18 gennaio 2012 Duveholmshallen S. C., Katrineholm Durata: 1h:12 - Spettatori: 350         | Katrineholms VK      | 0 - 3 | Vizura             | 24-26, 18-25, 15-25                                 |
| 18 gennaio 2012 Sports Games Palace, Baku Durata: 1h:04 - Spettatori: 800                  | Lokomotiv Baku       | 3 - 0 | Split              | 25-15, 25-10, 25-18                                 |
| 17 gennaio 2012 Mestska Hala Vodova, Brno Durata: 1h:18 - Spettatori: 300                  | Královo Pole         | 3 - 0 | Ribeirense         | 25-19, 25-22, 25-17                                 |
| 18 gennaio 2012 FSK Olymp, Južne Durata: 1h:19 - Spettatori: 1100                          | Chimik               | 3 - 0 | Sliedrecht         | 25-21, 25-17, 25-17 Golden set: 15-7                |

### Squadre qualificate
| - İller Bankası - Lokomotiv Baku - Baku - Vizura - Gwardia Wrocław - Královo Pole - VDK Gent - Köniz | - Le Cannet - Franches-Montagnes - Omička - Rijeka - Suhl - Târgu Mureș - Weert - Chimik |

## Ottavi di finale

### Andata
| 1º febbraio 2012 Sporthalle Wolfsgrube, Suhl Durata: 1h:56 - Spettatori: 1000       | Suhl            | 2 - 3 | Köniz              | 18-25, 21-25, 25-21, 25-21, 11-15 |
| 1º febbraio 2012 TVF SC Baskent Sports Hall, Ankara Durata: 1h:13 - Spettatori: 200 | İller Bankası   | 3 - 0 | Târgu Mureș        | 25-11, 25-20, 25-20               |
| 2 febbraio 2012 Sports Games Palace, Baku Durata: 1h:06 - Spettatori: 450           | Baku            | 3 - 0 | Rijeka             | 25-14, 25-16, 25-21               |
| 1º febbraio 2012 Sporthal Aan De Bron, Weert Durata: 1h:20 - Spettatori: 1100       | Weert           | 0 - 3 | Omička             | 23-25, 22-25, 26-28               |
| 1º febbraio 2012 Bourgoyen, Gent Durata: 1h:04 - Spettatori: 710                    | VDK Gent        | 3 - 0 | Le Cannet          | 25-14, 25-19, 25-20               |
| 31 gennaio 2012 Hala Orbita, Breslavia Durata: 1h:23 - Spettatori: 500              | Gwardia Wrocław | 3 - 0 | Franches-Montagnes | 25-22, 26-24, 25-23               |
| 1º febbraio 2012 Sports Games Palace, Baku Durata: 1h:30 - Spettatori: 1000         | Lokomotiv Baku  | 3 - 1 | Vizura             | 25-20, 25-18, 22-25, 25-18        |
| 2 febbraio 2012 Mestska Hala Vodova, Brno Durata: 1h:50 - Spettatori: 250           | Královo Pole    | 3 - 2 | Chimik             | 18-25, 27-25, 25-17, 21-25, 15-9  |

### Ritorno
| 8 febbraio 2012 Oberstufenzentrum, Köniz Durata: 2h:13 - Spettatori: 840               | Köniz              | 2 - 3 | Suhl            | 17-25, 17-25, 25-19, 26-24, 12-15 Golden set: 11-15 |
| 8 febbraio 2012 Sala Sporturilor, Târgu Mureș Durata: 1h:18 - Spettatori: 800          | Târgu Mureș        | 0 - 3 | İller Bankası   | 23-25, 21-25, 21-25                                 |
| 8 febbraio 2012 Dvorana Mladost, Fiume Durata: 1h:06 - Spettatori: 400                 | Rijeka             | 0 - 3 | Baku            | 17-25, 21-25, 18-25                                 |
| 7 febbraio 2012 A. C. C. 'V. Blinov, Omsk Durata: 1h:09 - Spettatori: 2200             | Omička             | 3 - 0 | Weert           | 25-14, 25-20, 25-16                                 |
| 8 febbraio 2012 Gymnase Maillan, Le Cannet Durata: 1h:09 - Spettatori: 600             | Le Cannet          | 0 - 3 | VDK Gent        | 20-25, 17-25, 20-25                                 |
| 9 febbraio 2012 Centre Sportif La Blancherie, Delémont Durata: 1h:12 - Spettatori: 980 | Franches-Montagnes | 0 - 3 | Gwardia Wrocław | 13-25, 19-25, 21-25                                 |
| 8 febbraio 2012 Sportski centar Vizura, Belgrado Durata: 1h:03 - Spettatori: 500       | Vizura             | 0 - 3 | Lokomotiv Baku  | 18-25, 7-25, 19-25                                  |
| 9 febbraio 2012 FSK Olymp, Južne Durata: 1h:59 - Spettatori: 1150                      | Chimik             | 3 - 1 | Královo Pole    | 25-16, 27-25, 23-25, 25-23 Golden set: 10-15        |

### Squadre qualificate
| - İller Bankası - Lokomotiv Baku - Baku - Gwardia Wrocław | - Královo Pole - VDK Gent - Omička - Suhl |

## Quarti di finale

### Andata
| 22 febbraio 2012 TVF SC Baskent Sports Hall, Ankara Durata: 1h:43 - Spettatori: 300 | İller Bankası   | 1 - 3 | Suhl           | 19-25, 31-29, 22-25, 16-25        |
| 22 febbraio 2012 A. C. C. 'V. Blinov, Omsk Durata: 2h:03 - Spettatori: 2000         | Omička          | 3 - 2 | Baku           | 25-20, 25-27, 27-29, 25-22, 15-11 |
| 21 febbraio 2012 Hala Orbita, Breslavia Durata: 1h:52 - Spettatori: 600             | Gwardia Wrocław | 2 - 3 | VDK Gent       | 18-25, 25-18, 25-21, 21-25, 12-15 |
| 22 febbraio 2012 Mestska Hala Vodova, Brno Durata: 2h:15 - Spettatori: 2000         | Královo Pole    | 3 - 2 | Lokomotiv Baku | 30-28, 16-25, 25-20, 20-25, 15-12 |

### Ritorno
| 29 febbraio 2012 Sporthalle Wolfsgrube, Suhl Durata: 1h:21 - Spettatori: 1800 | Suhl           | 3 - 0 | İller Bankası   | 29-27, 25-18, 25-21                   |
| 28 febbraio 2012 Sports Games Palace, Baku Durata: 1h:29 - Spettatori: 1500   | Baku           | 3 - 0 | Omička          | 25-22, 25-19, 25-21 Golden set: 15-9  |
| 29 febbraio 2012 Bourgoyen, Gent Durata: 2h:01 - Spettatori: 900              | VDK Gent       | 3 - 2 | Gwardia Wrocław | 25-23, 19-25, 25-13, 25-27, 15-12     |
| 29 febbraio 2012 Sports Games Palace, Baku Durata: 1h:37 - Spettatori: 1600   | Lokomotiv Baku | 3 - 0 | Královo Pole    | 25-19, 25-19, 25-15 Golden set: 20-18 |

### Squadre qualificate
- Lokomotiv Baku
- Baku
- VDK Gent
- Suhl

## Semifinale

### Andata
| 14 marzo 2012 Sporthalle Wolfsgrube, Suhl Durata: 1h:19 - Spettatori: 2000 | Suhl     | 0 - 3 | Baku           | 24-26, 19-25, 17-25 |
| 14 marzo 2012 Bourgoyen, Gent Durata: 1h:26 - Spettatori: 1200             | VDK Gent | 0 - 3 | Lokomotiv Baku | 25-27, 24-26, 21-25 |

### Ritorno
| 18 marzo 2012 Sarhadchi Sport Olympic Center, Baku Durata: 1h:15 - Spettatori: 2700 | Baku           | 3 - 0 | Suhl     | 25-12, 25-22, 25-17 |
| 18 marzo 2012 Sarhadchi Sport Olympic Center, Baku Durata: 1h:10 - Spettatori: 2000 | Lokomotiv Baku | 3 - 0 | VDK Gent | 25-17, 25-22, 25-18 |

### Squadre qualificate
- Lokomotiv Baku
- Baku

## Finale

### Andata
| 28 marzo 2012 Complex of Heydar Aliyev, Baku Durata: 2h:10 - Spettatori: 4000 | Baku | 2 - 3 | Lokomotiv Baku | 23-25, 23-25, 25-17, 25-15, 13-15 |

### Ritorno
| 1º aprile 2012 Complex of Heydar Aliyev, Baku Durata: 2h:29 - Spettatori: 5000 | Lokomotiv Baku | 2 - 3 | Baku | 27-25, 19-25, 25-21, 20-25, 13-15 Golden set: 15-13 |

### Squadra campione
- Lokomotiv Baku